# City of Angels (песня)
«City of Angels» — сингл группы Thirty Seconds to Mars из альбома Love Lust Faith + Dreams.
Является промосинглом к альбому Love Lust Faith + Dreams, который был выпущен 30 июля 2013 года.

## История релиза
Песня City of Angels была написана Джаредом Лето и была посвящена родному для группы Thirty Seconds to Mars городу Лос-Анджелесу, который иногда именуется как Город ангелов. Песня вошла в состав альбома Love Lust Faith + Dreams, в трек-листе которого значился под номером 4.
30 июля 2013 года был выпущен в качестве промосингла.

## Видеоклип
Премьера музыкального видео на песню City of Angels состоялась 12 октября 2013 года на концерте Thirty Seconds to Mars в Голливуд-боул. Режиссёром клипа стал Джаред Лето под псевдонимом Бартоломью Каббинс.
Съёмки клипа проходили в Лос-Анджелесе всего два дня: с 16 по 17 августа 2013 года. В клипе принимают участие многие известные личности, в том числе Канье Уэст, Джульетт Льюис, Линдси Лохан, Оливия Уайлд, Стив Нэш, Эшли Олсен, Лили Коллинз, Джеймс Франко, Селена Гомес, Алан Камминг, Шон Уайт, Кори Фельдман.

## Список композиций
| Промосингл (американское издание) 1. «City of Angels» (Radio Edit) — 4:13 2. «City of Angels» (Album Version) — 5:04 Промосингл (европейское издание) 1. «City of Angels» (Radio Edit) — 4:18 2. «City of Angels» (Album Version) — 5:02 3. «City of Angels» (Instrumental) — 5:03 | Цифровое издание 1. «City of Angels» (Piano Version) — 4:22 Цифровое издание (ремикс) 1. «City of Angels» (Markus Schulz Remix) — 5:00 |

## Чарты
| Страна         | Дата            | Формат                   | Лейбл            |
| -------------- | --------------- | ------------------------ | ---------------- |
| США            | 30 июля 2013    | Active rock              | Virgin Capitol   |
| США            | 30 июля 2013    | Modern rock              | Virgin Capitol   |
| Италия         | 25 октября 2013 | Contemporary hit radio   | Universal        |
| Европа         | 11 ноября 2013  | Contemporary hit radio   | Virgin Universal |
| Великобритания | 2 декабря 2013  | Contemporary hit radio   | Polydor          |
| США            | 30 июня 2014    | Digital download — Remix | Coldharbour      |
| Германия       | 30 июня 2014    | Digital download — Remix | Coldharbour      |
| Великобритания | 30 июня 2014    | Digital download — Remix | Coldharbour      |
| США            | 1 июля 2014     | Digital download         | Virgin           |
| Австралия      | 18 июля 2014    | Digital download         | Virgin           |
| Франция        | 21 июля 2014    | Digital download         | Virgin Mercury   |
| Германия       | 21 июля 2014    | Digital download         | Virgin Universal |
| Италия         | 21 июля 2014    | Digital download         | Virgin Universal |
| Испания        | 21 июля 2014    | Digital download         | Virgin Universal |